# Xanthostigma corsicum
Xanthostigma corsicum är en halssländeart som först beskrevs av Hermann August Hagen 1867.
Xanthostigma corsicum ingår i släktet Xanthostigma och familjen ormhalssländor. Inga underarter finns listade i Catalogue of Life.